# Elphonso Lam
Elphonso Lam també conegut pel nom cantonés Lam Cheung Quan (xinès tradicional: 林祥焜, pinyin: Lín Xiángkūn; Hong Kong, 1969?) és un dibuixant de còmics, cantant i creador multimèdia xinés.
Comença a publicar el 1989, i a més de dibuixar còmics també ha tocat en diferents formacions de rock, entre elles Clímax, des del 2003. A la dècada del 2000 va començar a treballar com actor i artista d'storyboard en el món del cinema. Tot i que s'ha dedicat al còmic ininterrompudament, també ha treballat en camps relacionats com la publicitat.
L'octubre del 2020 hi hagué una controvèrsia quan es demanà la retirada per indecents d'unes imatges publicitaries seues penjades al Dragon Centre de Sham Shui Po. La resposta fou retirar les tanques publicitàries i reposar-les per remakes de les il·lustracions de xiques que Elphonso havia fet, però amb cares realitzades per l'humorista gràfic Gum Siu-man. A causa de la polèmica, tant ell com la seua família van rebre amenaces.